# Fiat 500 (2007)
Fiat 500 – samochód osobowy klasy aut najmniejszych produkowany pod włoską marką Fiat od 2007 roku.

## Historia i opis modelu

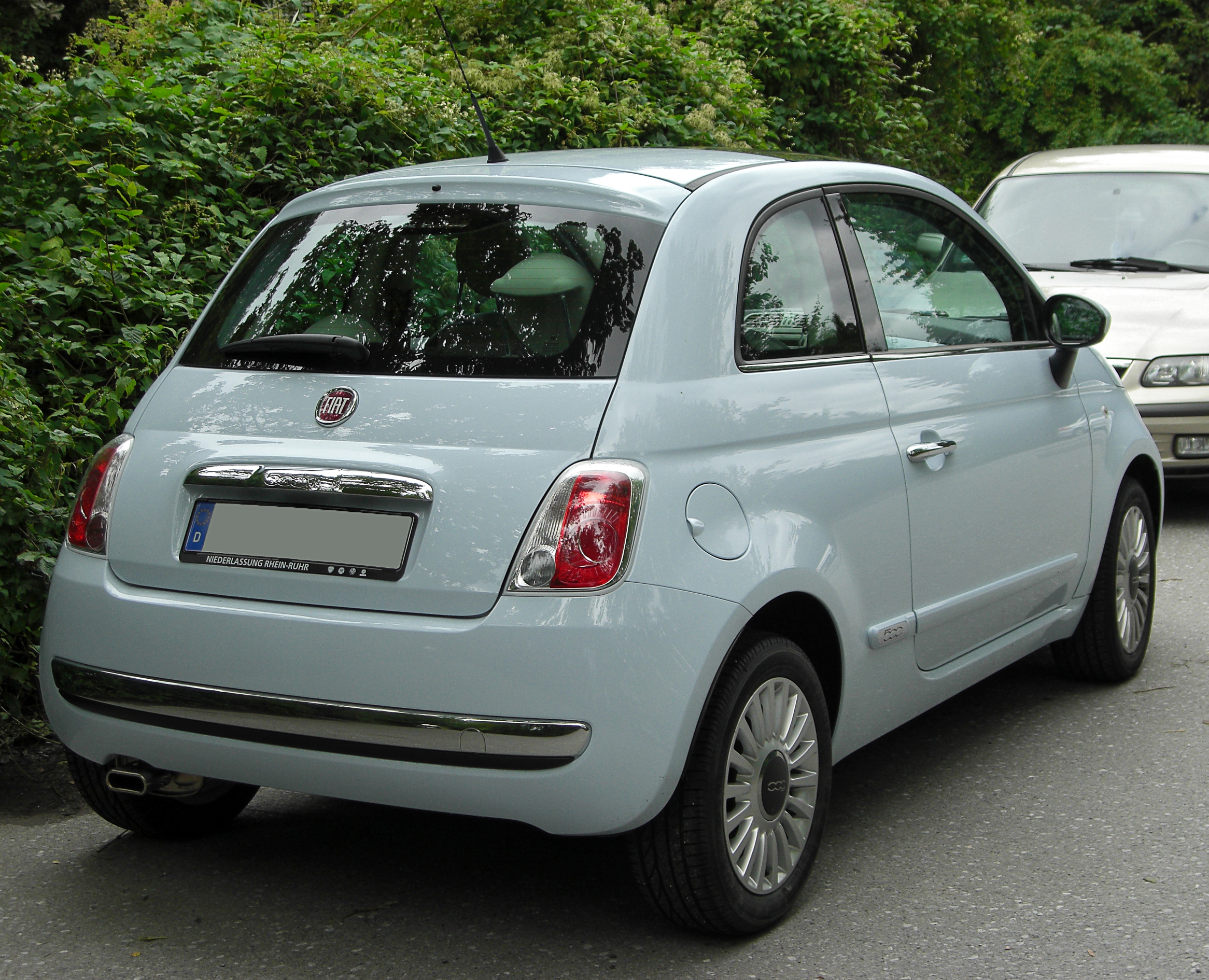
Fiat 500 - tył

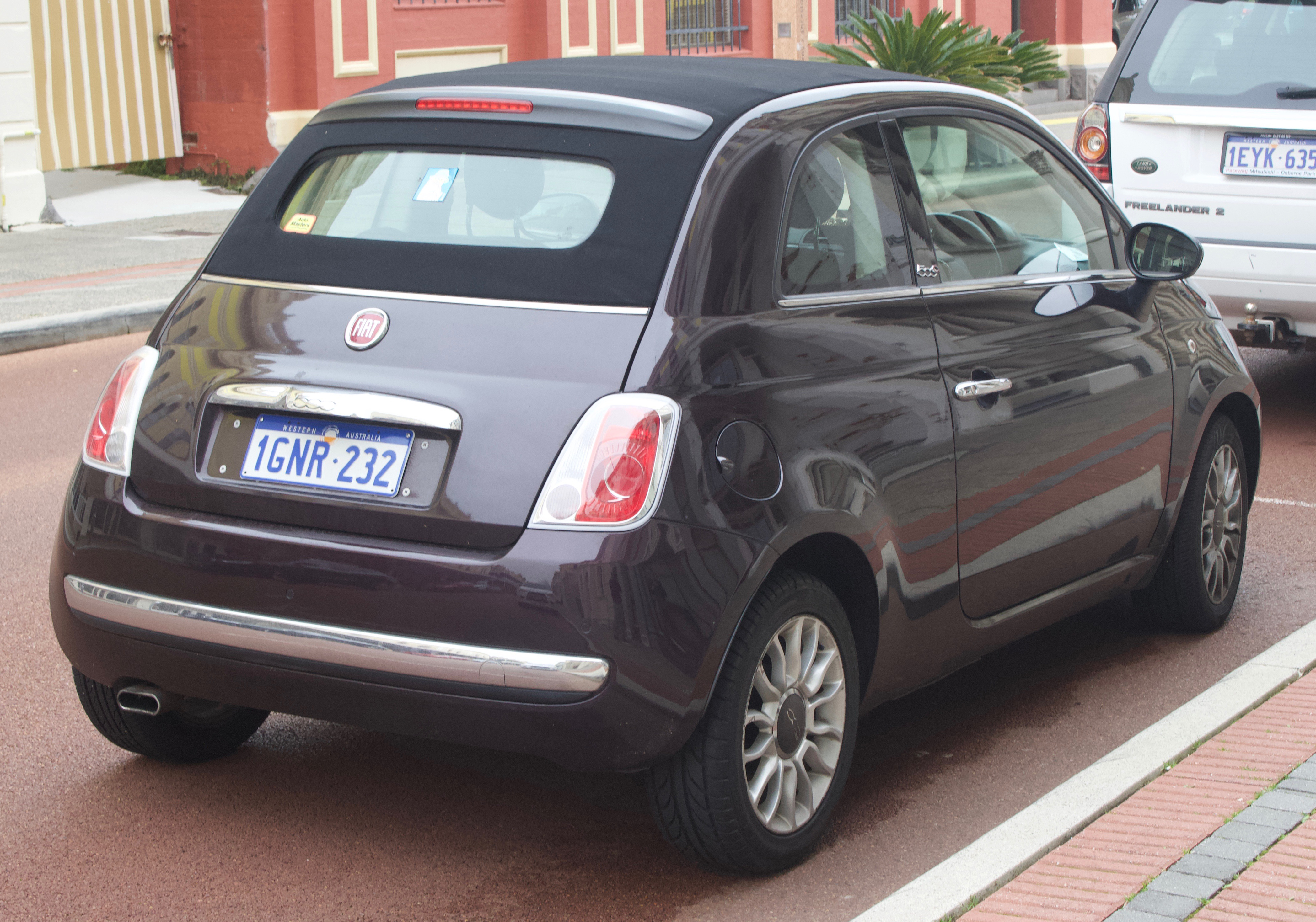
Fiat 500C

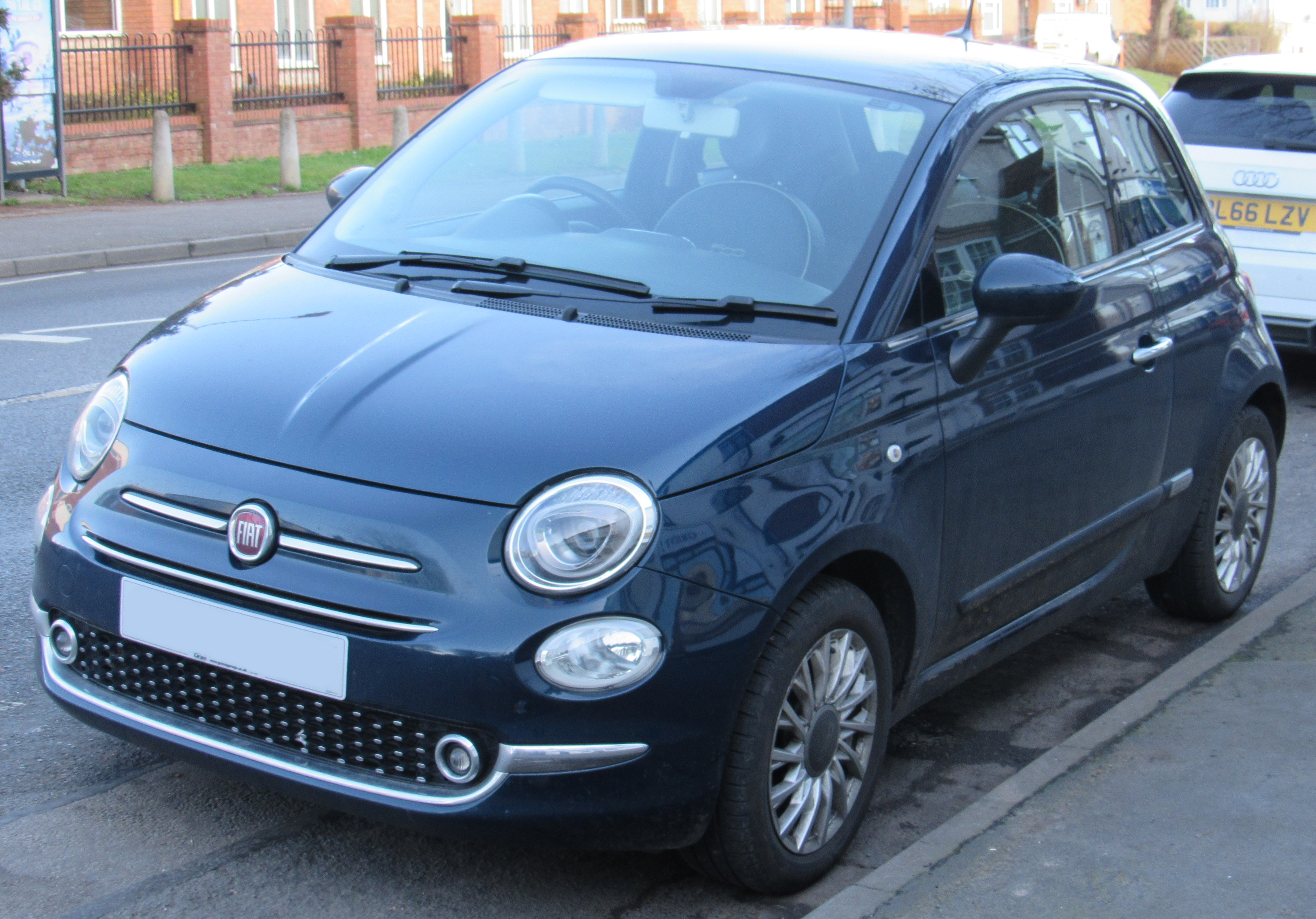
Fiat 500 po liftingu

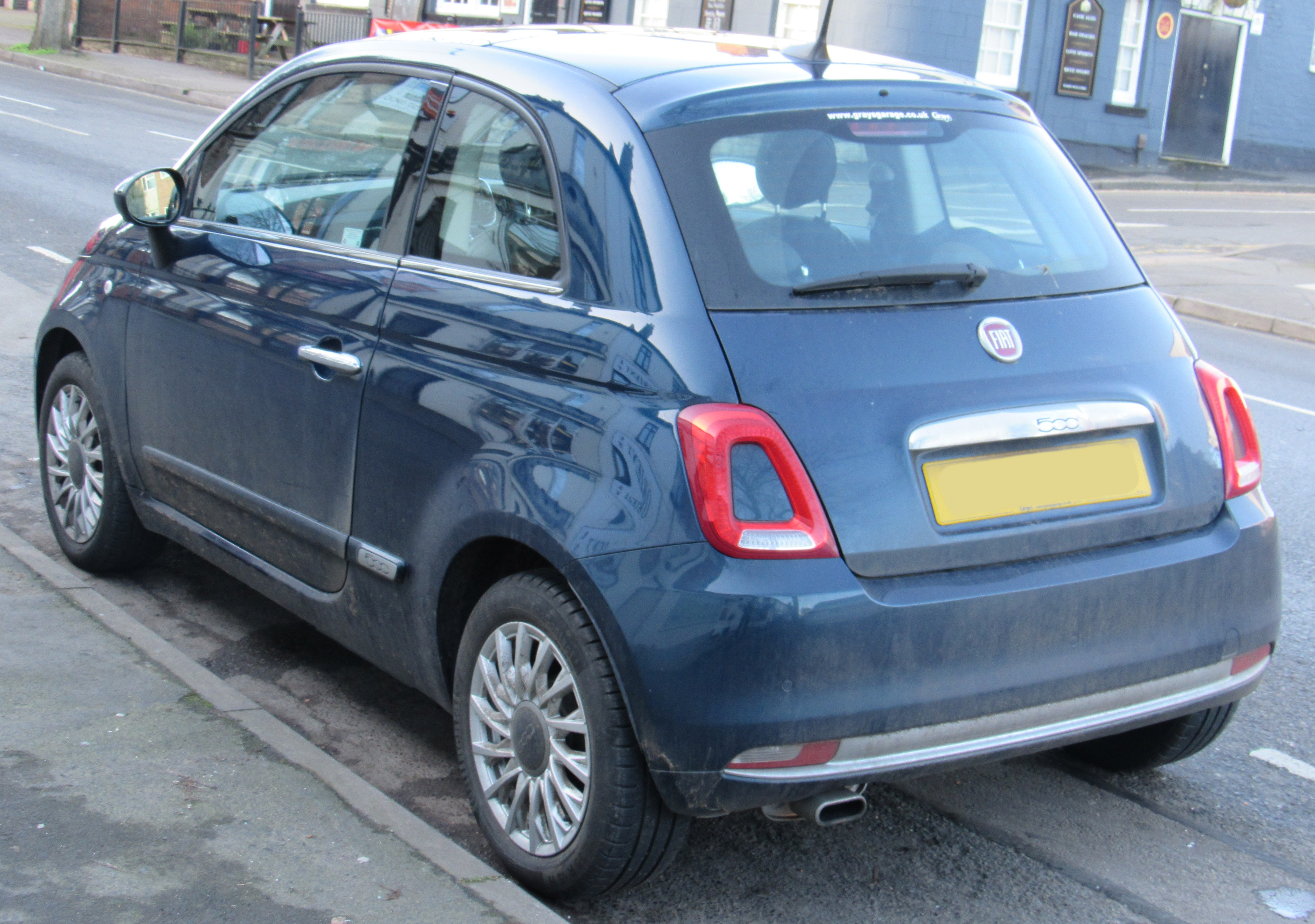
Fiat 500 - tył po liftingu

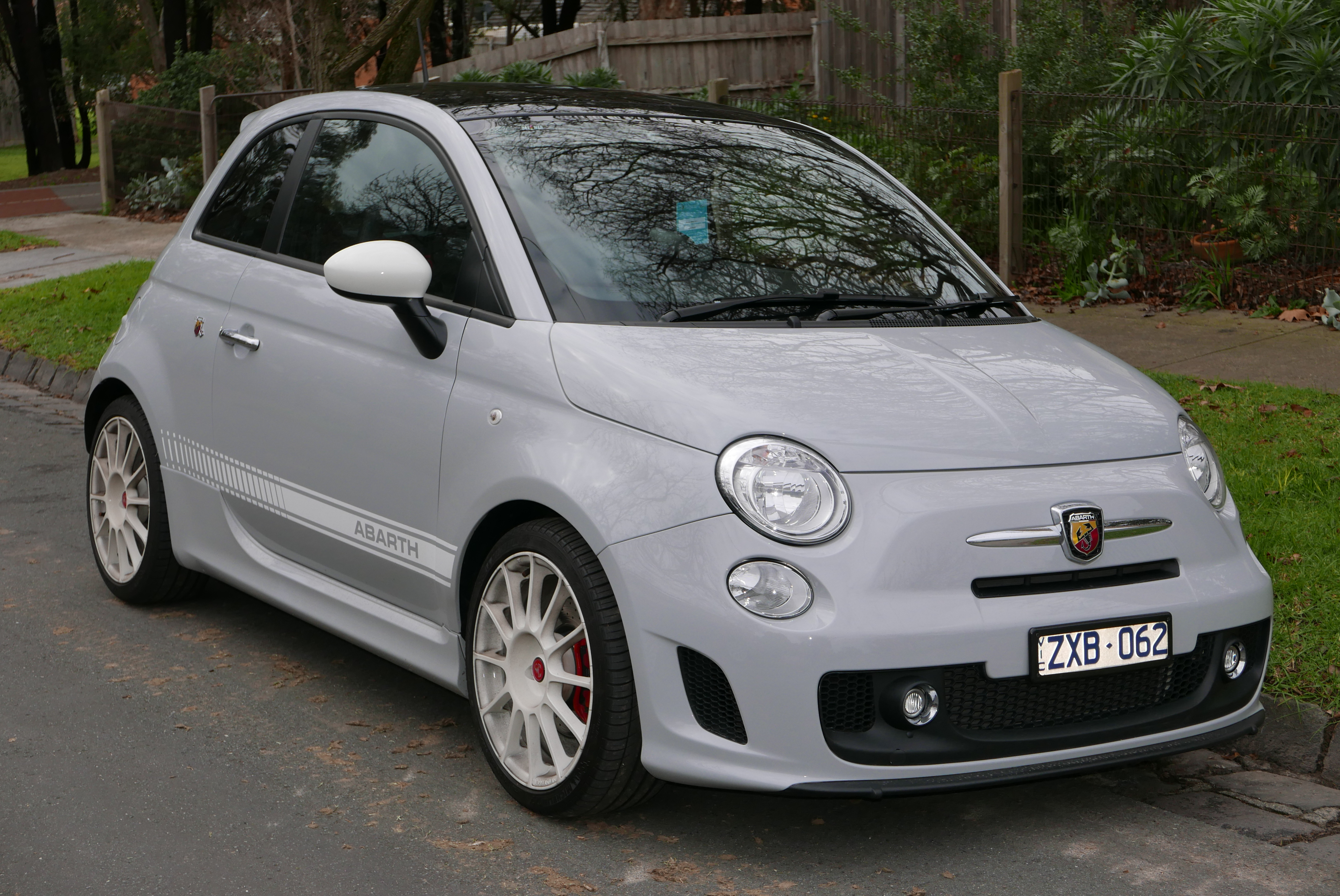
Abarth 500 595 Turismo

W 2004 zaprezentowano auto koncepcyjne Trepiùno. W 2005 roku koncerny Ford i Fiat podpisały umowę przy opracowaniu i produkcji nowej generacji miejskich samochodów, które miały zastąpić model KA w przypadku Forda i Seicento w przypadku Fiata. Ostatecznie bliźniaczy dla Fiata model od Forda trafił do sprzedaży w 2008 roku jako II generacja Forda Ka. 5 maja 2006 Fiat poinformował, że do produkcji wprowadza model 500. Pierwsze zdjęcia pojazdu ukazały się 20 marca 2007. Premiera wersji produkcyjnej pojazdu miała miejsce podczas targów motoryzacyjnych w Paryżu we wrześniu 2007, zaś światowa premiera pojazdu miała miejsce w nocy z 4 na 5 lipca w Turynie. Produkcja pojazdu rozpoczęła się w maju 2007 w tyskich zakładach Fiat Auto Poland.
Samochód zdobył tytuł Europejskiego Samochodu Roku 2008. Wcześniej zdobył m.in. tytuł „EuroCarBody 2007” w europejskim konkursie na najlepszą karoserię, tytuł „Najpiękniejsze Auto na Świecie” (wł. L’Automobile piu bella del mondo) w kategorii auta miejskie/małe w konkursie organizowanym we Włoszech, nagrodę „Auto Europa 2008” w plebiscycie włoskich dziennikarzy branży motoryzacyjnej (Uiga). Ponadto otrzymał czołowe wyróżnienia w konkursach i plebiscytach medialnych (telewizyjnych i internetowych).
Podczas targów motoryzacyjnych w Tokio w 2007 zaprezentowana została wersja Abarth modelu 500. Od stycznia 2011 pojazd oferowany jest także na rynku południowoamerykańskim. Auto wyróżnia się przeprojektowanymi zderzakami, innymi progami oraz światłami obrysowymi. W 2012 na bazie pojazdu zbudowany został minivan oznaczony symbolem 500L, a następnie w 2014 crossover oznaczony 500X. W 2012 podczas targów motoryzacyjnych w Los Angeles zaprezentowano wersję elektryczną pojazdu oznaczoną symbolem 500e, która napędzana jest silnikiem elektrycznym o mocy 113 KM. Auto otrzymało przeprojektowane zderzaki i progi oraz otrzymało tylny spojler. Auto dostępne ma być wyłącznie w Kalifornii.
W 2014 auto przeszło modernizację wnętrza pojazdu. Analogowe zegary zostały zastąpione w wersjach Lounge oraz Cult ciekłokrystalicznym 7-calowym wyświetlaczem TFT. Przy okazji liftingu wprowadzono nową jednostkę napędową – silnik benzynowy 0.9 TwinAir o mocy 105 KM, który może pracować w trybie Eco z mocą 95 KM.
W 2015 auto przeszło face lifting. Pojazd otrzymał przeprojektowane wnętrze górnych przednich reflektorów, w które wkomponowane zostały światła mijania (opcjonalnie światła ksenonowe) oraz kierunkowskazy, zaś w dolnych kloszach oprócz świateł drogowych wkomponowane zostały światła do jazdy dziennej wykonane w technologii LED. Przy okazji przeprojektowano atrapę chłodnicy, która wykończona została chromem w najbogatszej wersji wyposażeniowej. Tylne światła przybrały kształt ramki, w której umieszczono fragment plastiku w kolorze nadwozia. We wnętrzu pojazdu zastosowane zostały nowe fotele, kierownica, zegary TFT oraz zmieniono nieco deskę rozdzielczą pojazdu, w którą wbudowany może być system multimedialny UConnect, który łączy się z internetem. Opcjonalnie auto wyposażyć można także m.in. w system Beats audio. Fiat podaje, że model po liftingu w stosunku do wersji przed liftingiem charakteryzuje się zmianami w liczbie 1900.
22 marca 2021 wyprodukowano 2 500 000. egzemplarz modelu 500.

### Fiat 500 Hybrid
Na początku 2020 roku zadebiutowała hybrydowa odmiana Fiata 500. Pojazd wykorzystuje trzycylindrowy silnik 1.0 FireFly o mocy 70 KM łączony z 6-biegową manualną skrzynią biegów. Do tego został zamontowany układ BSG (ang. Belt Starter Generator tzw. układ miękkiej hybrydy), który został zamontowany bezpośrednio na silniku i obsługiwany jest przez pasek, który napędza również mechanizmy pomocnicze. System pozwala na odzyskanie energii podczas hamowania i zwalniania, przechowywanie jej w akumulatorze litowym o pojemności 11 Ah i wykorzystanie, przy maksymalnej mocy 3600 W, do ponownego uruchomienia silnika w trybie Stop&Start i wspomagania go podczas przyspieszania. Według producenta ten zabieg ma obniżyć zużycie paliwa i emisję CO
2 nawet o 30%.

### Wersje nadwoziowe oraz specjalne
- Fiat 500C – kabriolet zbudowany na bazie modelu 500 zaprezentowany podczas targów motoryzacyjnych w Genewie w 2009. Dach pojazdu został wykonany z materiału, który chowa się za głowami pasażerów tylnych siedzeń[13].
- Fiat 500e – wersja elektryczna pojazdu zaprezentowana w Los Angeles w 2012. W 2020 roku zadebiutowała druga generacja modelu.
- Abarth 500 – wersja usportowiona pojazdu produkowana od 2008.

### Silniki
| Silnik                | Pojemność skokowa [cm³] | Typ silnika        | Moc maksymalna [KM] przy obr./min | Maks. moment obrotowy [Nm] przy obr./min | Przyspieszenie 0-100 km/h [s] | Prędkość maks. [km/h] |
| Silniki benzynowe:    | Silniki benzynowe:      | Silniki benzynowe: | Silniki benzynowe:                | Silniki benzynowe:                       | Silniki benzynowe:            | Silniki benzynowe:    |
| --------------------- | ----------------------- | ------------------ | --------------------------------- | ---------------------------------------- | ----------------------------- | --------------------- |
| 1.2 8V                | 1242                    | R4                 | 69 (51)/5500                      | 102/3000                                 | 12,9                          | 160                   |
| 0.9 TwinAir Turbo     | 875                     | R2                 | 85 (62,5)/5500                    | 145/1900                                 | 11,0                          | 173                   |
| 0.9 TwinAir Turbo     | 875                     | R2                 | 105 (77)/5500                     | 145/2000                                 | 11,0                          | 173                   |
| 1.4 16V Starjet       | 1368                    | R4                 | 100 (74)/6000                     | 131/4250                                 | 10,5                          | 182                   |
| Silniki wysokoprężne: |                         |                    |                                   |                                          |                               |                       |
| 1.3 Multijet          | 1248                    | R4                 | 75 (55)/4000                      | 145/1500                                 | 12,5                          | 165                   |
| 1.3 Multijet          | 1248                    | R4                 | 95 (70)/4000                      | 145/1500                                 | 10,7                          | 180                   |

### Wyposażenie

#### 2007–2015[14]
- Pop
- Lounge

Wyposażenie podstawowej wersji Pop obejmuje m.in. elektrycznie regulowane lusterka boczne, centralny zamek z pilotem, elektrycznie regulowane szyby przednie, elektryczne wspomaganie kierownicy DualDrive, światła do jazdy dziennej, dzieloną tylną kanapę, system ABS z EBD, 7 poduszek powietrznych oraz radio z CD, MP3 i 6 głośnikami. Do wersji Pop opcjonalnie mogliśmy dokupić m.in. podgrzewane lusterka boczne, lusterko wewnętrzne wsteczne elektrochromatyczne, skórzaną tapicerkę, gałkę zmiany biegów obszytą skórą, reflektory biksenonowe, 15- lub 16-calowe alufelgi, klimatyzację manualną, czujniki cofania, dach panoramiczny, system ESP, światła przeciwmgielne, system Blue&Me czy też nawigację GPS.
Bogatsza wersja Lounge dodatkowo standardowo oferowała m.in. podgrzewane lusterka boczne, chromowane elementy wykończeniowe na zewnątrz i wewnątrz pojazdu, 15-calowe alufelgi, kierownicę obszytą skórą, dach panoramiczny, klimatyzację manualną, czy też system Blue&Me. Do wersji Lounge opcjonalnie mogliśmy dokupić m.in. lusterko wewnętrzne elektrochromatyczne, skórzaną tapicerkę, reflektory biksenonowe, 16-calowe alufelgi, klimatyzację automatyczną, czujniki cofania, system ESP, światła przeciwmgielne, automatyczną skrzynię biegów Dualogic Selespeed czy też nawigację GPS.
Osobne wersje wyposażenia oferowane były dla samochodów wyposażonych w silnik 0.9 TwinAir:
- TwinAir
- TwinAir Plus

Wyposażenie wersji TwinAir obejmuje m.in. elektrycznie regulowane lusterka boczne, centralny zamek z pilotem, elektrycznie regulowane szyby przednie, elektryczne wspomaganie kierownicy DualDrive, światła do jazdy dziennej, dzieloną tylną kanapę, system ABS z EBD, 7 poduszek powietrznych, 15-calowe alufelgi, oraz radio z CD, MP3 i 6 głośnikami. Do wersji TwinAir opcjonalnie mogliśmy dokupić m.in. podgrzewane lusterka boczne, lusterko wewnętrzne wsteczne elektrochromatyczne, skórzaną tapicerkę, gałkę zmiany biegów obszytą skórą, reflektory biksenonowe, 16-calowe alufelgi, klimatyzację manualną, czujniki cofania, dach panoramiczny, system ESP, światła przeciwmgielne, system Blue&Me czy też nawigację GPS.
Bogatsza wersja TwinAir Plus dodatkowo standardowo oferowała m.in. podgrzewane lusterka boczne, chromowane elementy wykończeniowe na zewnątrz i wewnątrz pojazdu, 16-calowe alufelgi, kierownicę obszytą skórą, klimatyzację manualną, czy też system Blue&Me. Do wersji TwinAir Plus opcjonalnie mogliśmy dokupić m.in. lusterko wewnętrzne elektrochromatyczne, skórzaną tapicerkę, reflektory biksenonowe, elektrycznie otwierany panoramiczny dach, klimatyzację automatyczną, czujniki cofania, system ESP, światła przeciwmgielne, automatyczną skrzynię biegów Dualogic Selespeed czy też nawigację GPS. 

#### 2015–2024[15]
- Pop
- Lounge
- S

Wyposażenie podstawowej wersji Pop obejmuje m.in. ABS z EBD, ESC, 7 poduszek powietrznych, czujniki ciśnienia w oponach (TPMS), centralny zamek z pilotem, elektrycznie regulowane szyby przednie, elektryczne wspomaganie kierownicy DualDrive, dzieloną tylną kanapę, elektrycznie sterowane lusterka boczne, oraz radio Uconnect z USB. Do wersji Pop opcjonalnie mogliśmy dokupić m.in. podgrzewane lusterka, światła przeciwmgielne, kierownicę obszytą skórą, tempomat, system Mopar Connect, czy też radio Uconnect z 5 calowym ekranem dotykowym i Bluetooth.
Bogatsza wersja Lounge dodatkowo standardowo oferuje m.in. kierownicę obszytą skórą, chromowane elementy wykończenia wewnątrz i na zewnątrz, tempomat, radio Uconnect z 7 calowym ekranem dotykowym i Bluetooth, oraz funkcją Android Auto/Apple CarPlay i 15-calowe felgi aluminiowe. Do wersji Lounge opcjonalnie możemy dokupić m.in. podgrzewane lusterka, przyciemniane szyby, światła przeciwmgielne, klimatyzację automatyczną jednostrefową, skrzynię półautomatyczną Dualogic Selespeed, czujniki cofania, elektrycznie otwierany dach panoramiczny, radio cyfrowe DAB czy też nawigację GPS.
Oprócz tego w regularnej sprzedaży jest dostępna wersja S, o wyposażeniu zbliżonym do wersji Lounge, jednak wersja ta wyróżnia się sportowym designem. 

### Edycje specjalne

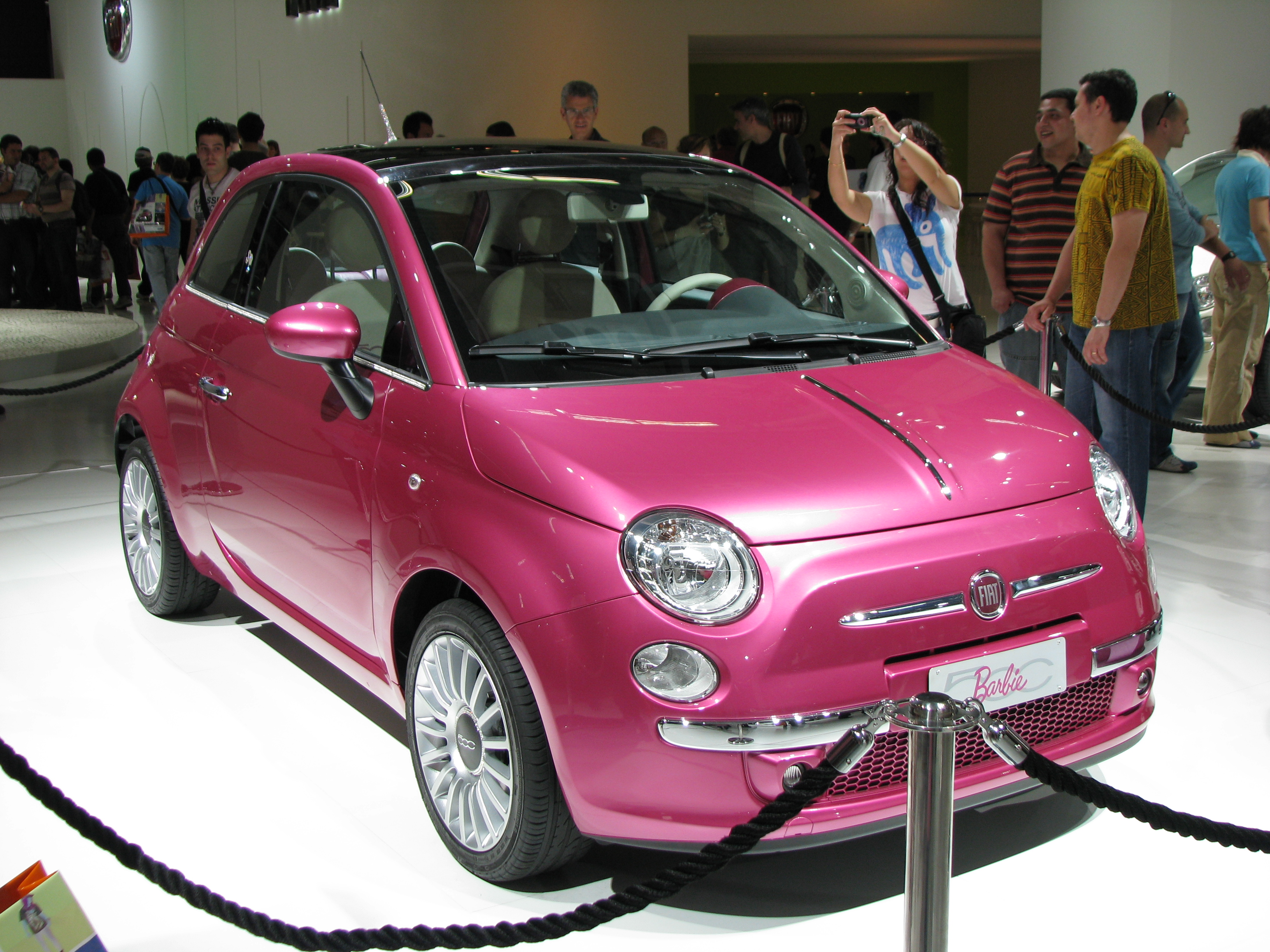
Fiat 500 Barbie

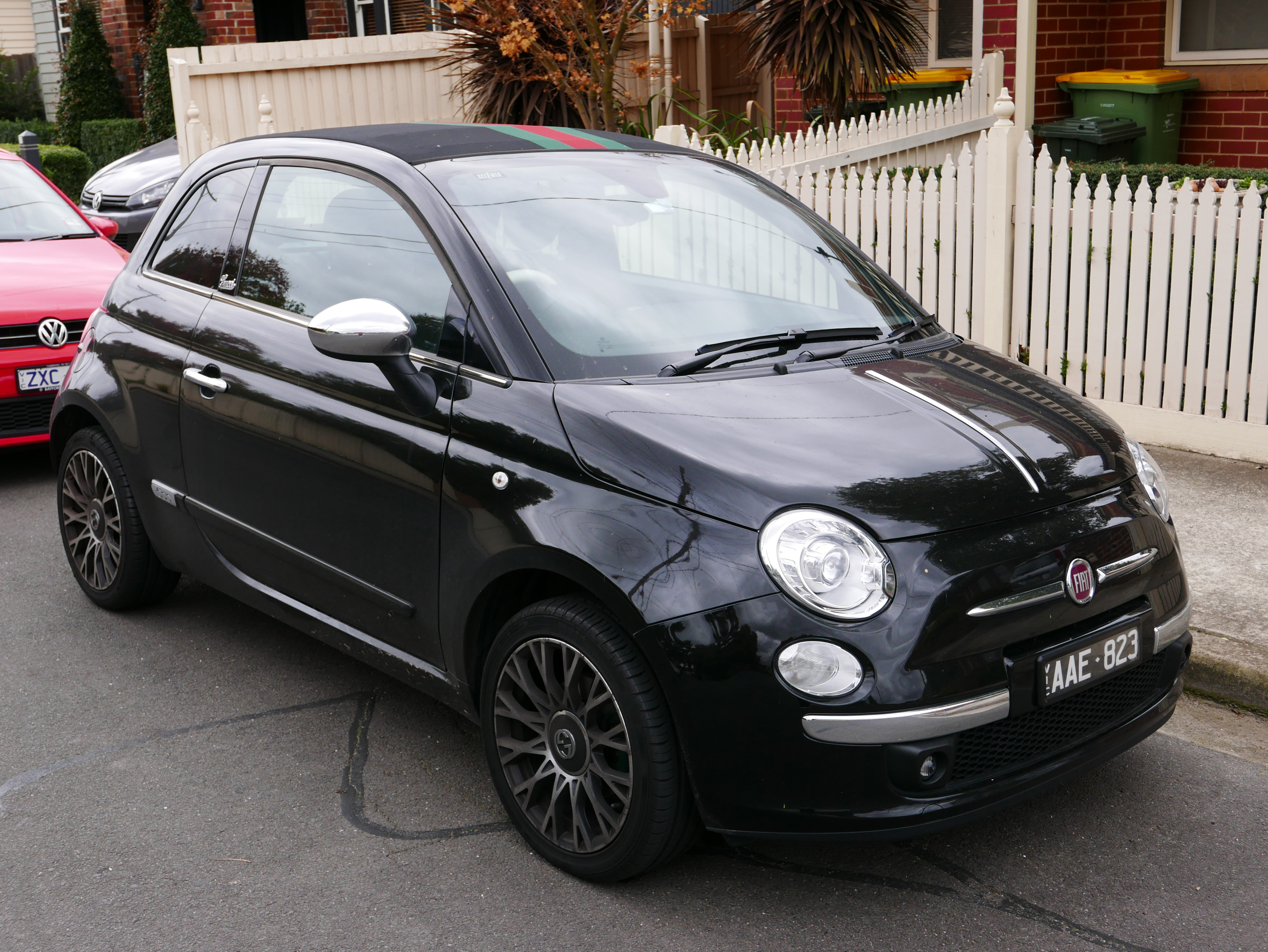
Fiat 500C by Gucci

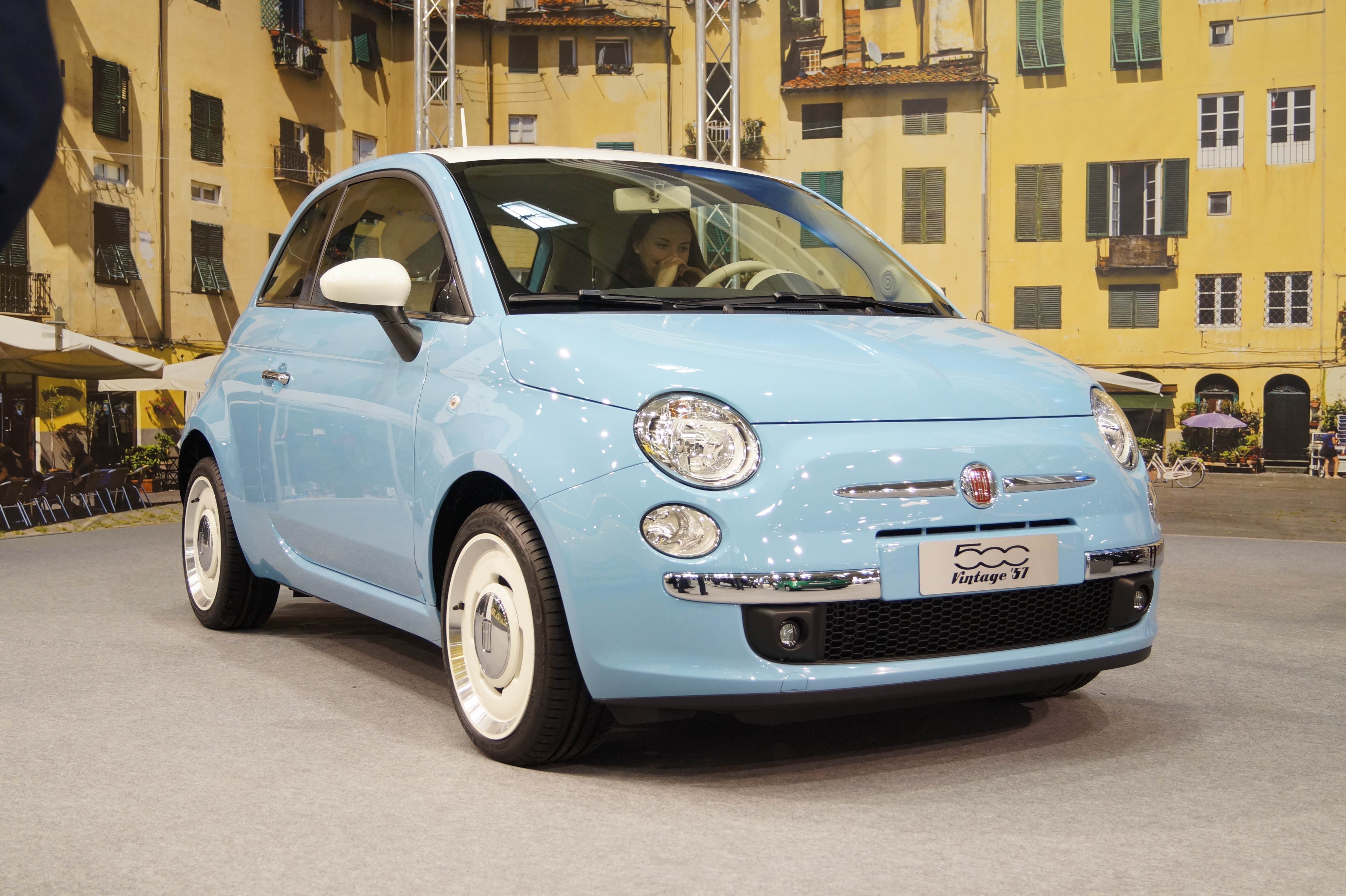
Fiat 500 Vintage '57

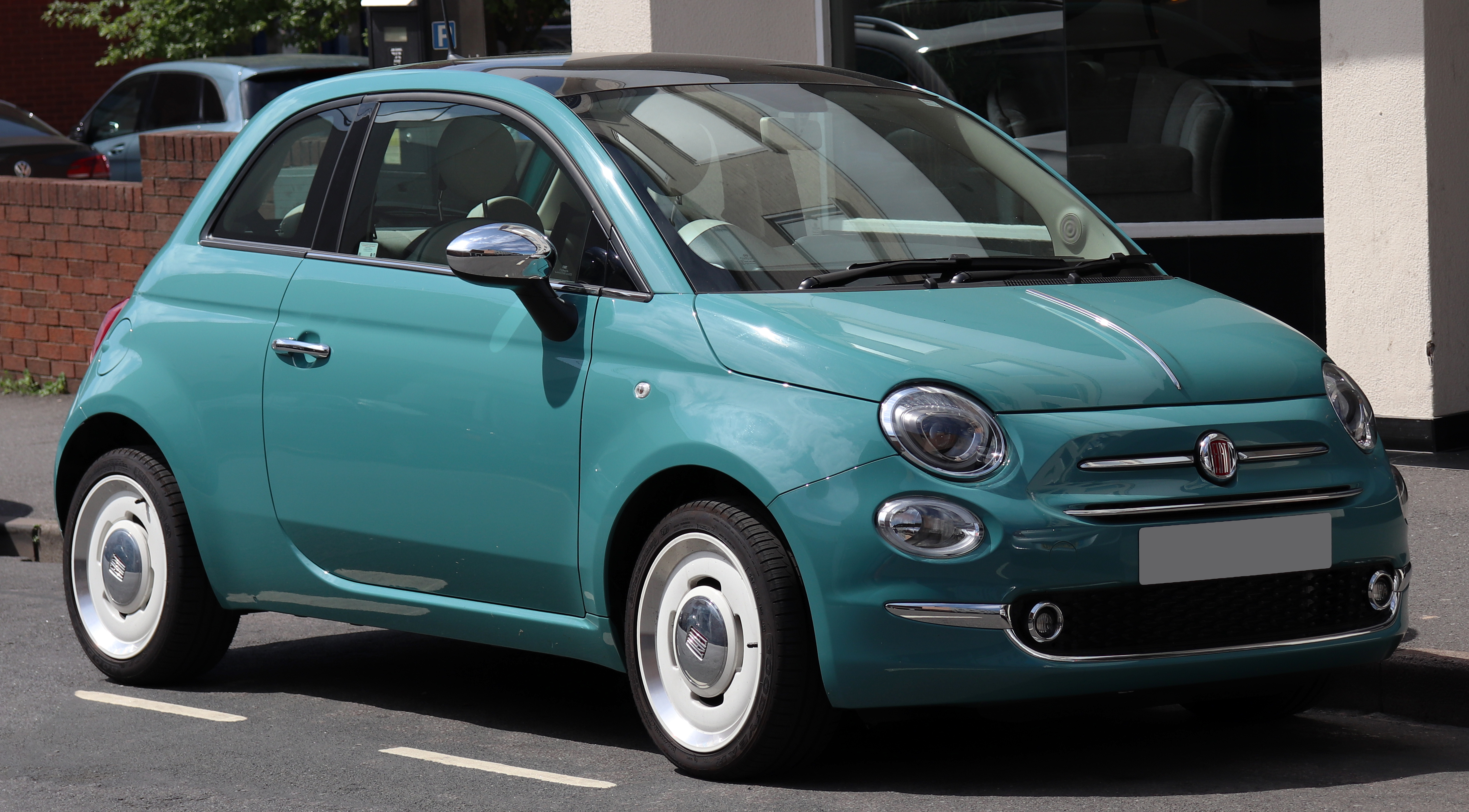
Fiat 500 Anniversario

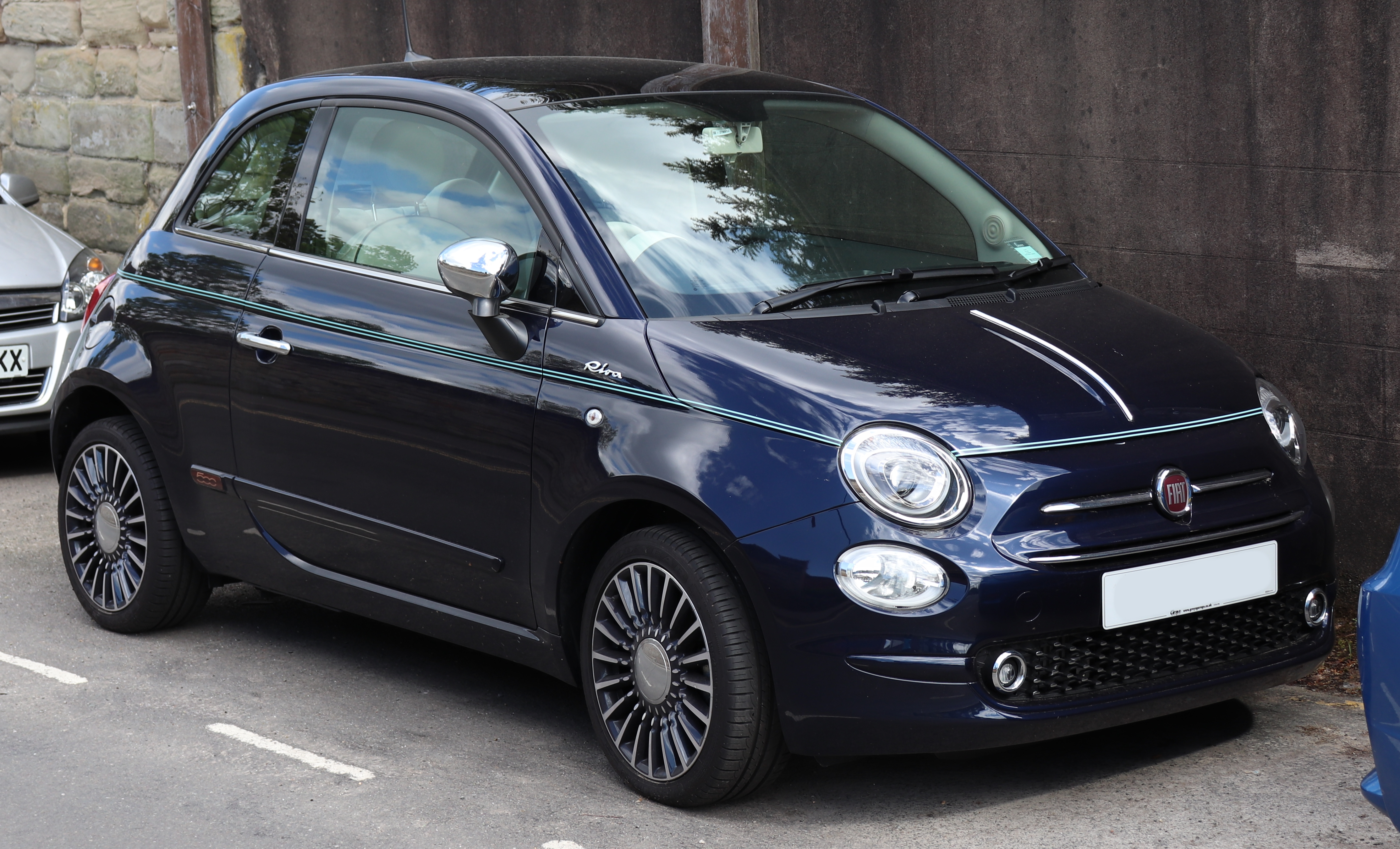
Fiat 500 Riva

- Abarth 500
- Abarth 500 Assetto Corse
- Abarth 500 „Cabrio Italia”
- Abarth 500 esseesse
- Abarth 500 Opening Edition
- Abarth 500 SpeedGrey
- Abarth 595 Competizione
- Abarth 595 Turismo
- Abarth 695 Competizione
- Abarth 695 „Tributo Ferrari”
- Abarth 695 Tributo Maserati
- 500 120 th
- 500 1957 Edition
- 500 2012 „Pink Ribbon” Edition
- 500 „America”
- 500 Anniversario
- 500 Aria
- 500 Barbie
- 500 BlackJack
- 500 Bicolore
- 500 by Diesel
- 500 by Gucci
- 500C GQ Edition
- 500 Coupe Zagato
- 500 Cult
- 500 Dolcevita
- 500 Felipe Massa version
- 500 Ferrari
- 500 „First Edition” (100 sztuk)
- 500 Pink
- 500 Prima Edizione
- 500 PUR-O2
- 500 Riva
- 500 Rockstar
- 500 Rose
- 500 Star
- 500 Start & Stop
- 500 Stinger
- 500 Vintage 57
- 500 La Prima
- 500 Hybrid Launch Edition

### Sprzedaż w Polsce
| Rok  | Sprzedaż (szt.) |
| ---- | --------------- |
| 2007 | 68              |
| 2008 | 1 278           |
| 2009 | 3 060           |
| 2010 | 1 188           |
| 2011 | 895             |
| 2012 | 799             |
| 2013 | 811             |
| 2014 | 1 115           |
| 2015 | 1 675           |
| 2016 | 1 618           |
| 2017 | 1 543           |
| 2018 | 1 799           |
| 2019 | 2 309           |
| 2020 | 1 964           |